# Pandoc
Pandocとは、 文書作成ツール (特に研究者による)や出版作業の基礎的なツールとして用いられるフリーかつオープンソースのドキュメント・コンバータである。 カリフォルニア大学バークレー校の哲学の教授であるジョン・マクファーレイン(英: John MacFarlane)により開発された。

## サポートされているフォーマット

### 入力フォーマット
Pandoc が最も徹底的にサポートしているファイルフォーマットは拡張されたMarkdownであるが、多くの他のフォーマットも読むことができる。 
- 軽量マークアップ言語
- HTML
- ReStructuredText
- LaTeX
- OPML
- Org-mode
- DocBook
- Office Open XML（Microsoft Word .docxファイル）
- Djot[11]

### その他のフォーマット
Pandoc は多くのフォーマットによる出力が可能である。以下にその一部を示す。 
- Office Open XML
- OpenDocument
- HTML
- ウィキのマークアップ
- InDesign ICML
- ウェブベース・スライドショー（英語版）[12]、電子書籍[13]
- OPML
- 種々のTeXのフォーマット（を介してPDFを生成できる）

## カスタムフォーマット
カスタムフォーマット用のプラグインをLuaにより記述することも可能である。プラグインはJournal Article Tag Suiteの検索ツールにも用いられている。

## 引用マネージャとの統合
Pandocに含まれるモジュールpandoc-citeprocを用いることでBibTeX、 EndNote、 Mendeley、 Papersといった引用管理ソフトウェアのデータを利用することができる。Zotero と直接統合することもできる。引用情報はCitation Style Languageを介してAPA、Chicago、 MLAなどの様々なスタイルに自動的に変換される。この機能のおかげでアカデミック・ライティングにおいてLaTeXのシンプルな代替ツールとなっている。